# Arcade (architectuur)

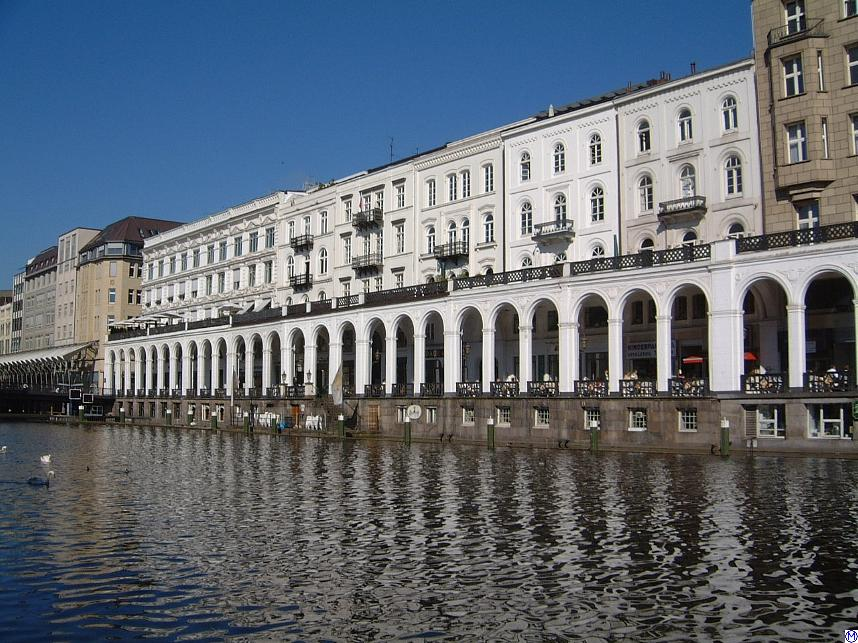
Een arcade in Hamburg

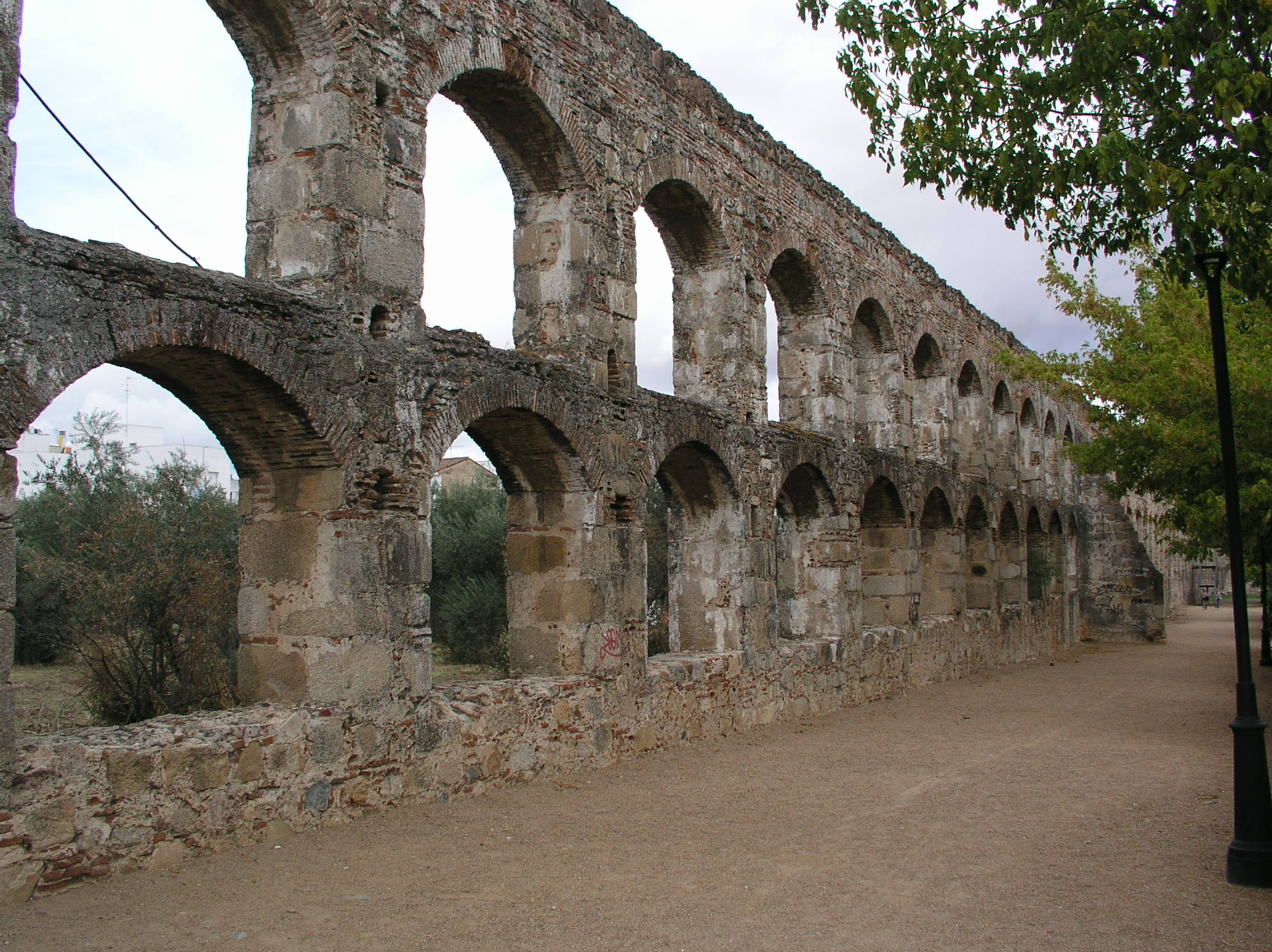
Aquaduct in Spanje (Los Milagros)

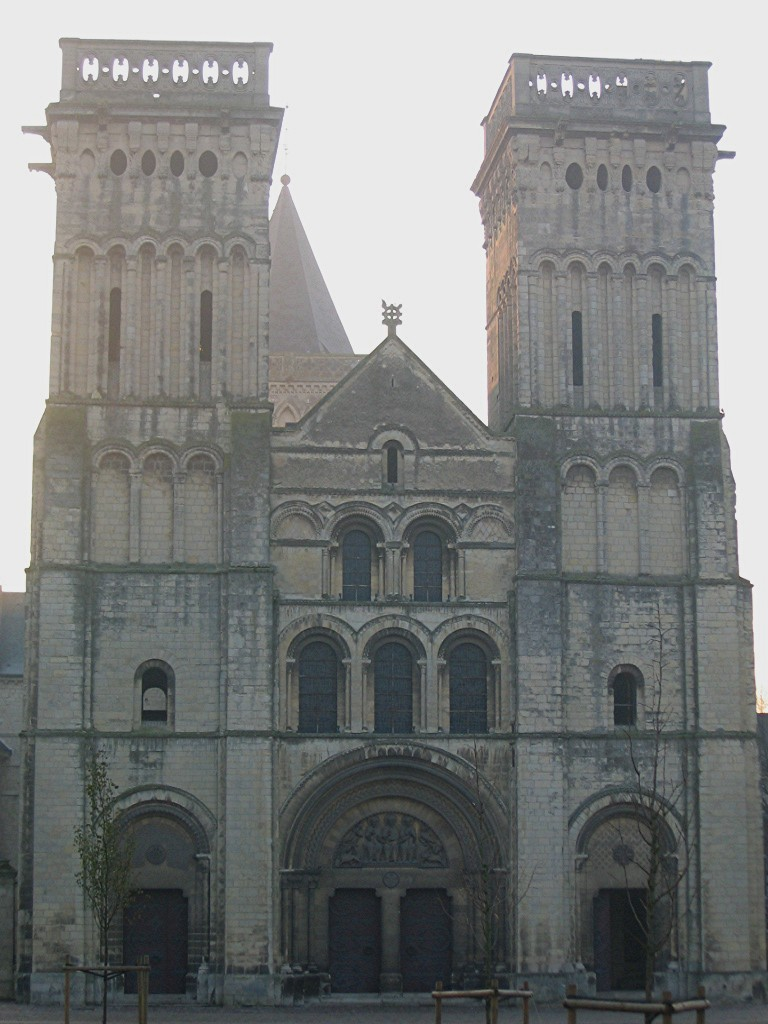
Bij de Abbaye aux Dames in Caen zijn beide torens versierd zijn met een boogfries

Een  arcade (afgeleid uit het Frans) is een bogengalerij – een reeks van achtereenvolgende bogen die rusten op kolommen. Een arcade van kleine bogen wordt een arcatuur genoemd en wordt vaak gebruikt als versieringsmotief. Een Nederlands woord voor 'arcade' is een gaanderij.

## Varianten
- Men maakt het onderscheid tussen een werkelijke arcade of een blinde arcade, al naargelang zij een opening of doorgang vormt of niet. Een blinde arcade rust tegen een muur die de opening vult en bestaat uit blinde bogen.
- Een rij kleine, even hoge blinde bogen wordt in de bouwkunde aangeduid als boogfries.
- Een arcade kan zowel enkelvoudig als meervoudig zijn, maar als vakterm wordt de arcade enkel in het meervoud gebruikt ter onderscheid van de boog.
- De vorm van een arcade is vaak een rondboog of een spitsboog, en worden respectievelijk een rondboogarcade of spitsboogarcade genoemd.

## Bouwkundige noodzaak
De reden van het bouwen in een boog is dat hierin veel minder grote trekkrachten voorkomen dan bij een latei, een horizontale balk. In lateien ontstaat aan de onderkant een trekkracht waar beton, metselwerk en steen slecht tegen bestand zijn. In gewapend beton vangt de wapening de trekkrachten op. In theoretisch ideaal materiaal zou een boog in de vorm van een omgekeerde kettinglijn geen enkele trekkracht ervaren; in de praktijk zal de vorm iets van het theoretische model moeten afwijken, zeker bij aan elkaar geschakelde bogen. Door het toepassen van de boog is het bouwen van een draagconstructie met grote overspanningen zoals in een kathedraal mogelijk.

## Toepassingen
De Romeinen bouwden al pleintjes met arcades, enerzijds ter beschutting tegen de zon, anderzijds tegen de regen, waaronder meestal winkels waren gevestigd, zodat de buiten uitgestalde waren goed bleven. Ook in Parijs komt deze bouwstijl voor. Gave voorbeelden van Place des arcades zijn te vinden in Monpazier, Sauveterre-de-Rouergue, Valbonne en in Biot in Zuid-Frankrijk. De 62 km arcades in het Italiaanse Bologna werden in 2021 onder de inschrijving Portieken van Bologna erkend als UNESCO werelderfgoed.